# Guyans-Vennes
Guyans-Vennes is een gemeente in het Franse departement Doubs (regio Bourgogne-Franche-Comté) en telt 575 inwoners (1999). De plaats maakt deel uit van het arrondissement Pontarlier.

## Geografie
De oppervlakte van Guyans-Vennes bedraagt 19,9 km², de bevolkingsdichtheid is 28,9 inwoners per km².

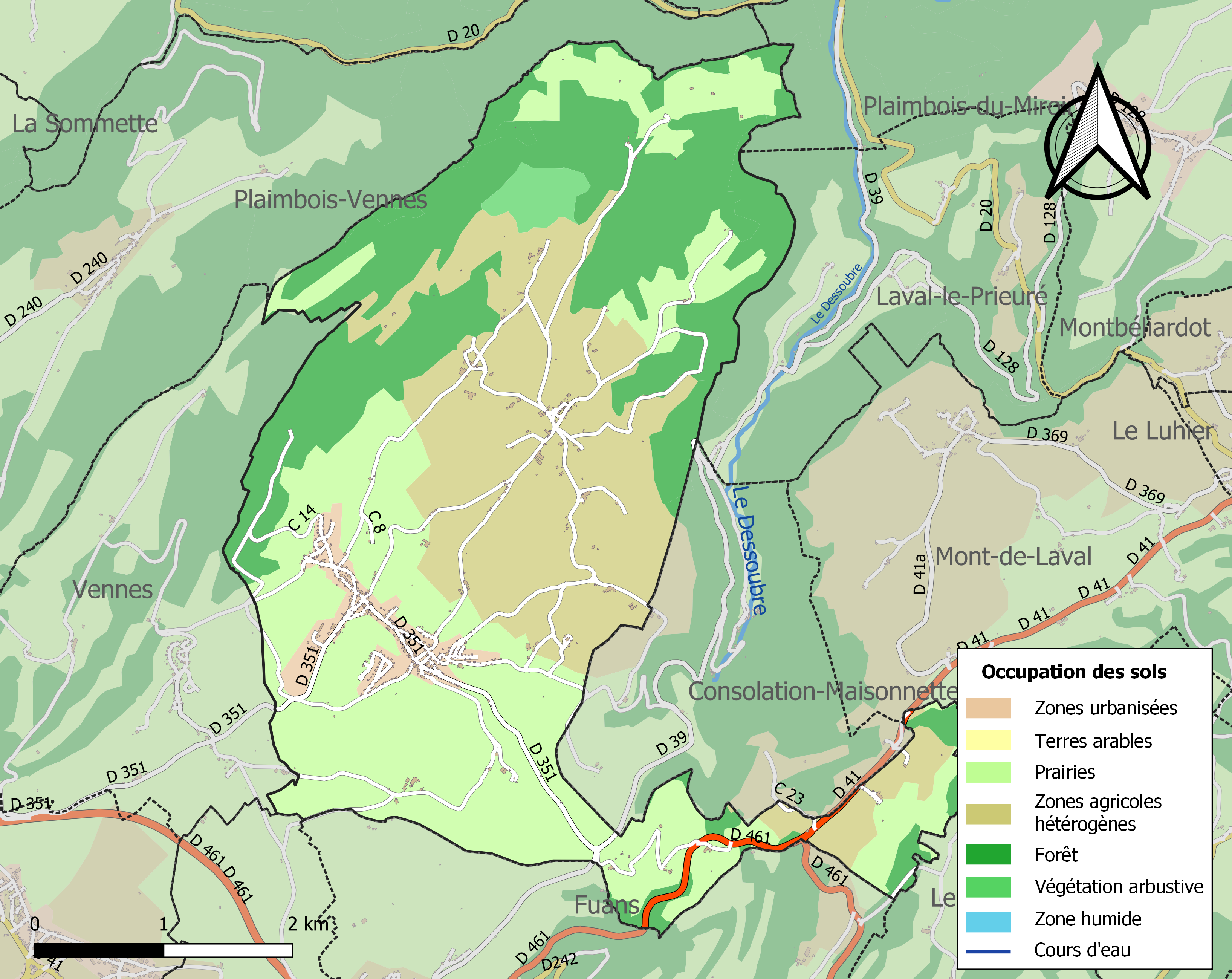
Kaart van de gemeente met de belangrijkste infrastructuur, bodemgebruik en omliggende gemeenten

## Demografie
Onderstaande figuur toont het verloop van het inwonertal (bron: INSEE-tellingen).